# Mozaik Platonove akademije
Mozaik Platonove akademije samostojeća je mozaička ploča pronađena u vili T. Siminiusa Stephanusa u Pompejima. Približno je kvadratnog oblika, dimenzija 86 cm x 85 cm, i trenutno se može vidjeti u Nacionalnom arheološkom muzeju u Napulju, gdje se čuva kao predmet MANN 124545
Uglavnom se smatra da predstavlja neke varijacije na temu Sedam mudraca antičke Grčke. Figure su u klasičnoj odjeći toga i sandala, skupljene ispod stabla, naspram pozadine aluzivnih elemenata, uključujući kamene stupove koji sugeriraju veliku građansku arhitekturu tog doba, i poglede na daleke litice ili utočišta, možda metafizičke prirode. Od otkrića 1897. godine predložene su mnoge hipoteze o likovima i značenju prikaza.

## Pregled
Otto Brendel objavio je 1936. godine studiju o duljini knjige tvrdeći da se prizor treba tumačiti usredotočujući se na sferu koja se smatra središnjom za mozaik. Njegovo je tumačenje osporavano ukazivanjem da je predmet zapravo omfalos i da se prikazani skup nalazi u Delfima. Drugi su naglašavali da je središnja figura Platon koji štapom pokazuje na nebeski model. Mattusch (2008) za druge figure predlaže grčke filozofe i učenjake: Talesa, Anaksagoru, Pitagoru, Ksenofana, Demokrita, Eudoksa, Euktemona, Kalipa, Metona, Filipa, Hiparha i Arata. Međutim, Mattusch također ističe da bi se broj figura mogao odnositi na sedam grčkih mudraca i ističe da su mudraci često imali fluidne identitete. David Sedley identificira te figure kao Timeja, Eudoksa, Platona, Ksenokrata, Arhita, Speusipa i Aristotela.
Iznenađujuće sličan mozaik pronađen je u Sarsini (sada u Villi Albani), a kako je datiran nakon vulkanske erupcije u Pompejima, razumno se nagađalo da postoji zajednički izvor. Također su Rowe i Rees primijetili da skup skulptura pronađenih u Memphisu pokazuje neku sličnost.

## Vanjske poveznice
|  | Zajednički poslužitelj ima još gradiva o temi Mozaik Platonove akademije |